# Шадичи Долни
Шадичи Долни (на сръбски: Шадићи Доњи) е село в Босна и Херцеговина, разположено в община Власеница, в ентитета на Република Сръбска. Намира се на 611 метра надморска височина. Населението му според преброяването през 2013 г. е 123 души, от тях: 112 (91,05 %) бошняци и 11 (8,94 %) сърби.

## Население
Численост на населението според преброяванията през годините:
- 1961 – 458 души
- 1971 – 530 души
- 1981 – 589 души
- 1991 – 505 души
- 2013 – 123 души